# Юслениус, Даниэль
Даниэль Юслениус (10 июня 1676, Миетойнен, Або и Бьёрнеборг — 17 июля 1752, Сконингс-Осака, Скараборг) — финский латиноязычный писатель, учёный-историк и лингвист, яркий представитель феннофильского течения. Доктор теологии, епископ, член шведского риксдага.

## Молодые годы
Даниэль Даниэлинпойка был пятым, младшим ребёнком в семье Даниэля Хенрикинпойки (капеллана церкви Миетойнен в приходе Мюнямяки) и Барбары Гёёс. Его отец взял себе латинскую фамилию Юслениус по названию имения Юусела. Мать умерла, когда мальчику было три года, а отец — в 1691 году. Один из его старших братьев Хенрик стал бургомистром Нюстада и окружным судьей Нотеборга, другой брат, Габриэль, с 1702 года был профессором логики и метафизики Туркуской академии, с 1720 года — профессором теологии. Сыном дочери Габриэля был финский историк Х. Г. Портан.
Начальное образование Даниэль получил от отца и братьев, с 11 до 15 лет учился в школе при Туркуском кафедральном соборе, в марте 1691 года поступил в Туркускую Академию, но вскоре стал домашним учителем в Каприо (Копорье), затем (в 1696—1697 годах) был моряком на торговом судне, в 1697 году возобновил обучение в Академии. 12 мая 1700 года он опубликовал свою латинскую «пробную» диссертацию «Старый и новый Турку» (лат. Aboa vetus et nova). В 1703 году защитил диссертацию «В защиту финнов» (лат. Vindiciae Fennorum), получив высшую оценку и став «примус-магистром».

## Академическая деятельность
В 1705 году Юслениус стал ассистентом философского факультета Академии, началась его преподавательская деятельность, в том же году под его руководством была защищена первая диссертация по теологии. В 1712 году Юслениус становится профессором «священных языков» (древнееврейского и древнегреческого) и при вступлении в должность произносит речь о лексических параллелях между финским, греческим и еврейским (опубликована в 1728 году). Вскоре из-за событий Северной войны он вынужден был покинуть Турку и 1713—1722 годы провёл в Швеции, где был лектором риторики и поэзии в Вестеросском лицее, в 1719 году стал ректором этого учебного заведения, а в 1720 — пастором Вестероса.
В 1722 году он возобновил преподавание в Туркуской академии. До 1727 года под его руководством в Турку было защищено 10 латинских диссертаций. В этом году он был назначен профессором теологии, в 1729 году был ректором Академии, а в 1732 году Упсальский университет присудил ему степень доктора теологии.
Деятельность Юслениуса встречала препятствия со стороны противников феннофилов. Первоначально епископ Турку Герман Витте настоял на избрании профессором теологии шведа Нильса Нюрбю, хотя первой консистория предложила кандидатуру Юслениуса (тем самым избрание Юслениуса задержалось до 1727 года).
В 1733 году Юслениус был избран епископом Порвоо, действовал на этом посту весьма активно, объезжая епархию, и использовал меры принуждения, стремясь обратить в лютеранство православных жителей Карелии.
В 1742 году из-за новой русско-шведской войны Юслениус бежал с семьёй в Швецию, где и провёл остаток жизни, будучи в 1744 году назначен епископом Скара. Участвовал в риксдагах 1731, 1742 и 1751 годов и во втором из них вошёл в состав комитета, расследовавшего деятельность шведских военачальников К. Э. Левенгаупта и Г. М. Будденброка во время войны.
Юслениус умер летом 1752 года в Бруннсбо, около Скара.
В честь Юслениуса названо «Юсления» — здание гуманитарного факультета Туркуского университета.

## «Старый и новый Турку» и другие труды
Идеология сочинений Юслениуса противостояла популярным в то время теоретикам шведского великодержавия (таким как Рюдбек) и способствовала пробуждению финского национального самосознания.
Это было особенно актуально, так как в годы жизни Юслениуса даже выдвигались предложения полной ликвидации финского языка и замены его шведским: такое предложение выдвинул в 1709 году профессор И. Несселиус, а в 1747 году этот вопрос рассматривала сенатская комиссия по делам Финляндии.
В трактате «Старый и новый Турку» (Aboa Vetus et Nova) Юслениус всячески восхвалял финский народ, прославляя его трудолюбие и достижения в мореплавании, строительстве, науках.
По характеристике Э. Г. Карху, «фантазия Юслениуса, возбуждаемая оскорбленным национальным чувством, не знала границ». По его мнению, финский язык был «изначальным» и возник уже при вавилонском столпотворении. Тем самым утверждалась его равноправность греческому и предшествование некоторым «производным» языкам, сложившимся позже.
Юслениус развил попытки проф. Э. Свенониуса (1662) и пастора Э. Каянуса (1697) в поиске параллелей финскому в священных языках, утверждая, что около 500 финских слов происходят из иврита. В своих лингвистических изысканиях он использовал «платоновскую» манеру (из диалога «Кратил»), свободно добавляя, меняя или исключая буквы.
По Юслениусу, финны — древнейший народ земли, прямые потомки Иафета, а их первым королём был Магог, под предводительством которого они переселились на Север.
Юслениус настаивал, что в древности у финнов была развитая литература, как и у их ближайших соседей, но она была уничтожена после шведского завоевания и принятия христианства. Он сообщал, что стихосложение в Финляндии практиковали как крестьяне, так и учёные люди, и упоминал аллитерированный восьмисложный стих, подразумевая метр, которым была позже составлена «Калевала».

## Словарь
В 1745 году в Стокгольме был опубликован самый значительный труд Юслениуса — финско-латинско-шведский словарь в 16 тысяч слов (Suomalaisen sana-lugun koetus), ставший первым крупным произведением финской лексикографии (ранее, начиная с 1637 года, публиковались лишь небольшие словарики — списки слов). Наряду с опубликованной в те же годы «Грамматикой финского языка» Б. Ваэля (1733) словарь заложил основы его научного изучения.
В предисловии Юслениус сослался на исследования связей с греческим и еврейским, однако подчеркнул родство финского с саамским и эстонским и упомянул возможность, что венгерский, славянские и тюркские языки принадлежат к той же языковой семье. Он упомянул о трудности работы лексикографа, написав, что такой труд поглощает своего автора, и даже тогда никогда не может быть завершён полностью.
По оценке Ф. Карлссона, словарь Юслениуса стал самой цитируемой финской книгой XVI—XVIII веков. В конце XVIII века расширил словарь Юслениуса К. Ганандер, но его труд был опубликован лишь в XX веке.